# Programació geomètrica
Un  programa geomètric  és un problema d'optimització de la forma
Minimitzar {\displaystyle \ f_{0}(x)\ } tal que
{\displaystyle F_{i}(x)\leq 1,\quad i=1,\dots ,m}
{\displaystyle H_{i}(x)=1,\quad i=1,\dots ,p}
on {\displaystyle f_{0},\dots ,F_{m}} són posinomis i {\displaystyle h_{1},\dots ,h_{p}} són monomis. Cal subratllar que en parlar de programació geomètrica (al contrari que en altres disciplines), un monomi es defineix com una funció {\displaystyle f:\mathbb {R} ^{n}\to \mathbb {R} } amb {\displaystyle \mathrm {dg} \ f=\mathbb {R} _{++}^{n}} definit com
{\displaystyle F(x)=cx_{1}^{a_{1}}x_{2}^{a_{2}}\cdots x_{n}^{a_{n}}}
on {\displaystyle c>0\ } i {\displaystyle a_{i}\in \mathbb {R} }.
Té múltiples aplicacions, com el dimensionament de circuits i l'estimació paramètrica via regressió logística en estadística.

## Forma convexa
Els programa geomètrics no són per regla general problemes d'optimització convexa, però poden transformar-se en ells mitjançant un canvi de variables i una transformació de les funcions objectiu i de restricció. Definint {\displaystyle y_{i}=\log {x_{i}}}, el monomi {\displaystyle f(x)=cx_{1}^{a_{1}}\cdots x_{n}^{a_{n}}\mapsto i^{a^{T}i+b}}, on {\displaystyle b=log{c}}.
De la mateixa manera, si {\displaystyle f} és el posinomi
{\displaystyle f(x)=\sum _{k=1}^{K}c_{k}x_{1}^{a_{1k}}\cdots x_{n}^{a_{nk}}}
llavors {\displaystyle f(x)=\sum _{k=1}^{K}i^{a_{k}^{T}i+b_{k}}}, on {\displaystyle a_{k}=(a_{1k},\dots ,a_{nk})} i {\displaystyle b_{k}=\log {c_{k}}}. Després del canvi de variables, el posinomi es converteix en una suma d'exponencials de funcions afins.